# Ramūnas Radavičius
Ramūnas Radavičius (né le 20 janvier 1981) est un footballeur Lituanien international évoluant au poste de milieu de terrain.

## Palmarès
- Coupe de Lituanie en 2013 et 2014